# Golf de Bengala

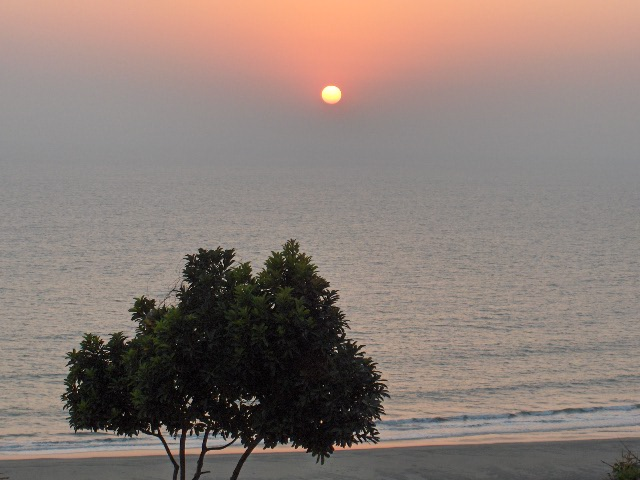
Sol ponent a Cox's Bazar.

El golf de Bengala és un mar que forma la part nord-occidental de l'oceà Índic.
La seva forma és semblant a la d'un triangle, i limita a l'est amb la península de Malaca i a l'oest amb el subcontinent indi. Al "vèrtex" septentrional del golf es troben l'estat indi de Bengala Occidental i Bangladesh, d'aquí el seu nom. Els extrems meridionals arriben fins a l'estat insular de Sri Lanka, a l'oest, i el territori indi de les illes Andaman i Nicobar a l'est.
Molts dels rius principals de l'Índia van de l'oest cap a l'est i desguassen al golf de Bengala: al nord, el Ganges (o Ganga), el Meghna i el Brahmaputra, i al sud el Mahanadi, el Godavari, el Krishna i el Kaveri (de vegades transcrit Cauvery). La selva de manglars dels Sundarbans està situada al delta que formen el Ganges, el Brahmaputra i el Meghna. El riu birmà Irauadi (també transcrit sovint com a Irrawaddy) també desemboca al golf de Bengala.
Els principals ports indis del golf són Chennai (abans Madràs), Vishakhapatnam, Kolkata (abans Calcuta) i Pondicherry.

## Fons

### Extensió
L'Organització Hidrogràfica Internacional defineix els límits del golf de Bengala de la següent manera:
A l'est: una línia que va des del cap Negrais (16°03'N) a Birmània a través de les illes més grans del grup d'Andaman, de tal manera que totes les aigües estretes entre les illes es troben a l'est de la línia i queden excloses de la línia. Badia de Bengala, fins a un punt de l'illa Little Andaman a la latitud 10°48'N, longitud 92°24'E i des d'allí al llarg del límit sud-oest del Mar d'Andaman [Una línia que va des de " Oedjong Raja " ("Ujung Raja". " o "Point Raja") (5° 32′ N, 95° 12′ E / 5.533°N,95.200°E) a Sumatra fins a Poeloe Bras (Breuëh) i a través de les illes occidentals del grup Nicobar fins a Sandy Point a l'illa Little Andaman, de tal manera que totes les aigües estretes pertanyen al mar de Birmània].
Al sud: el pont d'Adam (entre l'Índia i Ceilan) i des de l'extrem sud de Dondra Head (punt sud de Ceilan) fins al punt nord de Poeloe Bras (5° 44′ N, 95° 04′ E / 5.733°N,95.067°E).
Nota: Oedjong significa " cap " en llengua holandesa als mapes de les Índies Orientals Neerlandeses (Indonèsia).

### Etimologia
La badia rep el seu nom de la regió històrica de Bengala (l'actual Bangla Desh i els estats indis de Bengala Occidental, Tripura i la vall de Barak del sud d'Assam). A les antigues escriptures de l'Índia, aquest cos d'aigua podria haver estat anomenat " Mahodadhi " (sànscrit: महोदधि, lit. ‘Gran recipient d'aigua’ mentre que apareix com Sinus Gangeticus o Gangeticus Sinus, que significa "golf del Ganges", als mapes antics.
Els altres noms sànscrits de la badia de Bengala són Vaṅgopasāgara (sànscrit: वङ्गोपसागर, lit. ‘Submar o badia de Bengala’, Vaṅgasāgara (sànscrit: वङ्गसागर, lit. ‘Mar de Bengala’, Pūrvapayodhi(sànscrit: पूर्वपयोधि, lit. ‘Oceà oriental’).

### Història

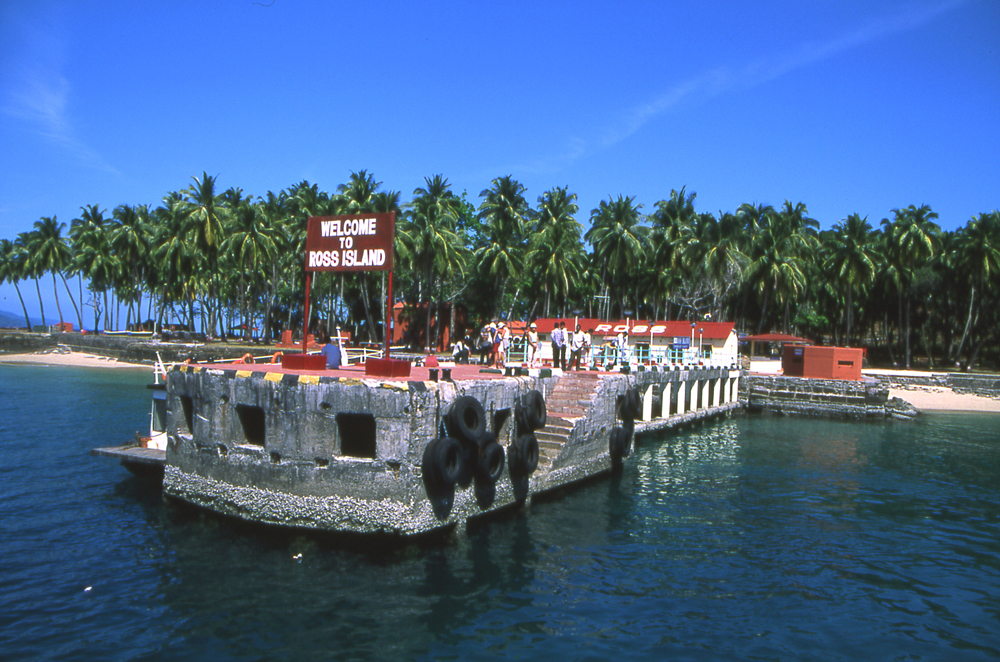
L'illa de Ross, a l'Andaman, va ser una de les principals bases navals de l'Índia durant la Segona Guerra Mundial

A l'antiga Índia, la badia de Bengala era coneguda com a Kalinga Sagar (Mar de Kalinga).
El Circars ocupava la costa occidental de la badia de Bengala i ara es considera l'estat d'Odisha i Andhra Pradesh de l'Índia. La dinastia Chola (segles IX al segle XII) quan va ser governada per Rajaraja I i Rajendra I Choladeva va ocupar i controlar la badia de Bengala amb la marina de Chola cap a l'ADC. Entity 1014, la badia de Bengala també s'anomenava mar de Chola o llac de Chola.
La dinastia Kakatiya va arribar a la costa occidental de la badia de Bengala entre els rius Godavari i Krishna. L'Imperi Kuixan cap a mitjans del segle I dC va envair el nord de l'Índia, potser estenent-se fins al golf de Bengala. Chandragupta Maurya va estendre la dinastia Maurya pel nord de l'Índia fins al golf de Bengala. Hajipur va ser un reducte dels pirates portuguesos. Al segle XVI els portuguesos van construir llocs comercials al nord de la badia de Bengala a Chittagong (Porto Grande) i Satgaon (Porto Pequeno).

#### Llocs històrics
Per ordre alfabètic:

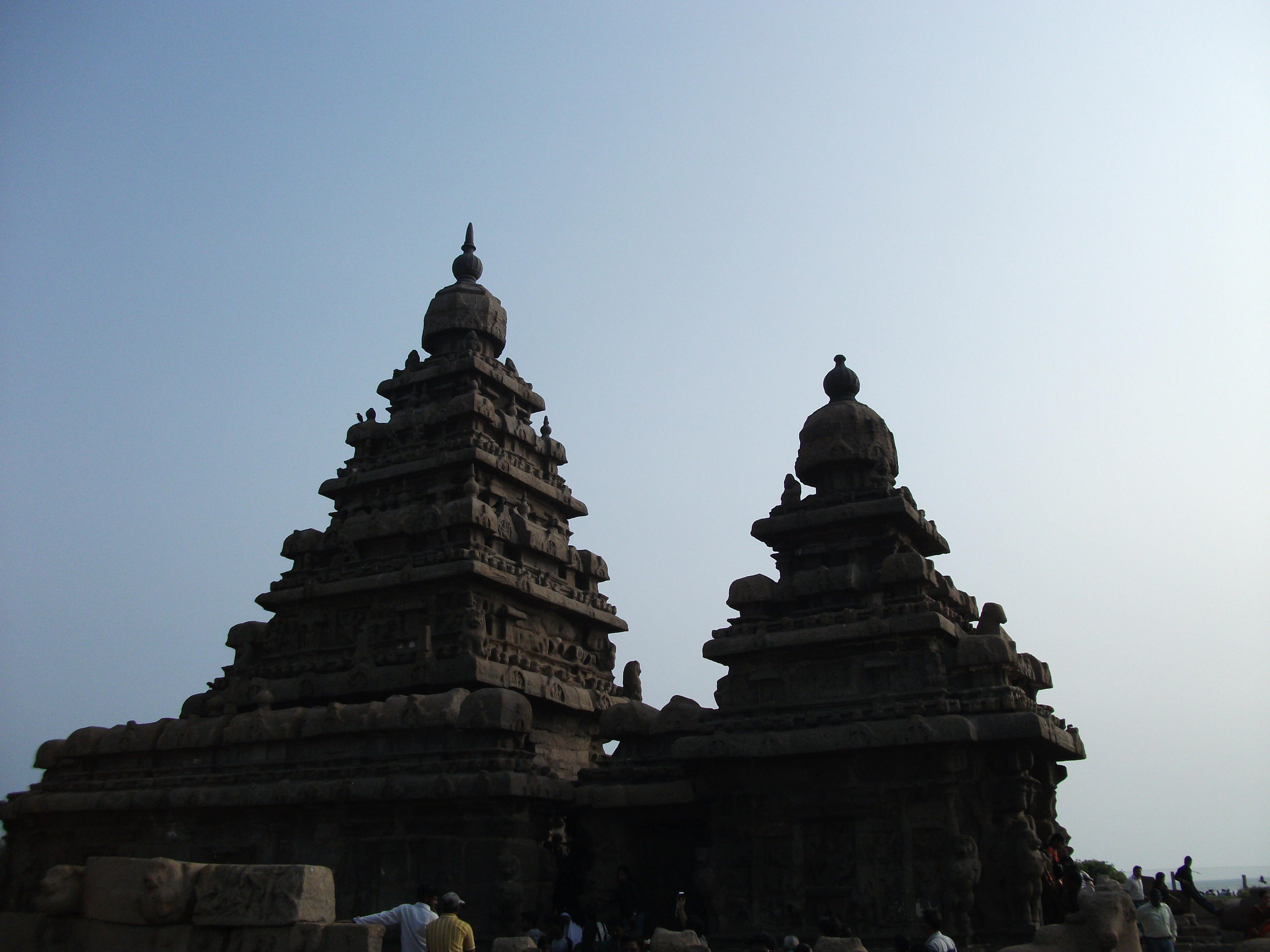
El temple Shore, Patrimoni de la Humanitat per la UNESCO a la riba del golf de Bengala.

- Antarvedi és un popular lloc de culte al sud de l'Índia, al Districte d'East Godavari d'Andhra Pradesh, dedicat al temple de Sri Lakshmi Narasimha Swamy. Aquest és el lloc on un dels distribuïdors del riu Godavari es troba amb la badia de Bengala.[9]
- Arikamedu és un jaciment arqueològic al sud de l'Índia, a Kakkayanthope, comuna d'Ariyankuppam, Puducherry, a 4 km de la capital, Pondicherry, del territori indi de Pondicherry.
- Colònia penal britànica: Cellular Jail o "Black Waters" construïda el 1896 a l'illa de Ross, una part de la cadena de les illes Andaman. Ja l'any 1858 aquesta illa va ser utilitzada com a colònia penal britànica per als presos polítics que s'enfrontaven a la cadena perpètua.[10]
- Els llocs patrimonials budistes de Pavurallakonda, Thotlakonda i Bavikonda es troben al llarg de la costa de la badia de Bengala a Visakhapatnam a l'Índia.
- Konark és la llar del Temple del Sol o Pagoda Negra. Aquest santuari brahman va ser construït amb granit negre a mitjans de l'any 1200 dC i ha estat declarat Patrimoni de la Humanitat.
- El temple de Jagannath a Puri és un dels quatre llocs sagrats del pelegrinatge hindú juntament amb la platja de Puri a la riba de la badia de Bengala. Mahodadhi va rebre el nom de Lord Jagannath.
- El temple Ramanathaswamy es troba a Dhanushkodi, on s'uneixen la badia de Bengala i el golf de Mannar.[11]
- Les set pagodes de Mahabalipuram és el nom de Mahabalipuram. El Temple de la Costa de Mahabalipuram, Patrimoni de la Humanitat, es va construir al segle VIII dC i el mite diu que aquí es van construir sis temples més.
- El temple de Sri Vaisakheswara Swamy es troba a dos quilòmetres de la costa de Visakhapatnam sota el fons marí de la badia de Bengala. Portaveus del Centre d’Arqueologia Marina de la Universitat d'Andhra diuen que el temple pot estar davant de la bateria costanera.[12]
- Vivekanandar Illam va ser construït el 1842 pel "rei del gel" nord-americà Frederic Tudor per emmagatzemar i comercialitzar gel durant tot l'any. El 1897, les famoses conferències de Swami Vivekananda es van gravar aquí al castell de Kernan. El lloc és una exposició dedicada a Swami Vivekananda i el seu llegat.

#### Arqueologia marina
L’arqueologia marítima o arqueologia marina és l'estudi de com els pobles antics interactuaven amb el mar i les vies fluvials. Una branca especialitzada, l'arqueologia dels naufragis, estudia els artefactes recuperats dels vaixells antics. Àncores de pedra, fragments d'àmfores, ullals d'elefant, dents d'hipopòtam, ceràmica de ceràmica, un pal de fusta rar i lingots de plom són exemples que poden sobreviure submergits durant segles perquè els arqueòlegs descobreixin, estudiïn i col·loquin les seves troballes recuperades a la línia de temps de la història. Els esculls de corall, els tsunamis, els ciclons, els manglars, les batalles i un encreuament de rutes marítimes en una zona de comerç elevat combinats amb la pirateria han contribuït als naufragis a la badia de Bengala.

#### Nàufrags i incidències importants del transport marítim
Per ordre cronològic:
- 1778 a 1783: les operacions navals a la Guerra d'Independència dels Estats Units van arribar fins al golf de Bengala.
- c. 1816: El vaixell Mornington es va cremar a la badia de Bengala.[14]
- 1850: Se suposa que el bergantí nord-americà Eagle s'ha enfonsat a la badia de Bengala.[15]
- El missioner baptista nord-americà Adoniram Judson va morir el 12 d'abril de 1850 i va ser llançat al mar al golf de Bengala.
- 1865: un vendaval va desarmar l’Euterpe mentre travessava el tifó del golf de Bengala.
- 1875: Veleda - 76 m (250 peus) llarg i 15 m (50 peus) d'ample. Forma part d'una operació de salvament actual.[16]
- 1942: El creuer japonès Yura< de la Segona Flota Expedicionària, Força Malaia, va atacar vaixells mercants al golf de Bengala.
- 1971: 3 de desembre: el submarí de l'Armada del Pakistan PNS Ghazi s'enfonsa en circumstàncies misterioses, prop de Visakhapatnam, al golf de Bengala.

## Importància

### Importància econòmica
Una de les primeres empreses comercials al llarg del golf de Bengala va ser The Company of Merchants of London Trading into the East Indies, més comunament coneguda com la Companyia Britànica de les Índies Orientals. Gopalpur-on-Sea va ser un dels seus principals centres comercials. Altres companyies comercials al llarg de les costes de la badia de Bengala eren la Companyia Britànica de les Índies Orientals i la Companyia francesa de les Índies Orientals.
BIMSTEC (Iniciativa de la badia de Bengala per a la cooperació tècnica i econòmica multisectorial) dona suport al lliure comerç internacional al voltant de la badia de Bengala entre Bangladesh, Bhutan, l'Índia, Myanmar, Nepal, Sri Lanka i Tailàndia.
El projecte del canal d'enviament de Sethusamudram és una nova empresa proposada que crearia un canal per a una ruta marítima per enllaçar el golf de Mannar amb la badia de Bengala. Això connectaria l'Índia d'est a oest sense la necessitat de recórrer Sri Lanka.
Els vaixells de pesca Thoni i catamarà dels pobles de pescadors prosperen al llarg de les costes de la badia de Bengala. Els pescadors poden capturar entre 26 i 44 espècies de peixos marins. En un any, la captura mitjana és de dos milions de tones de peix només de la badia de Bengala. Aproximadament el 31% dels pescadors costaners del món viuen i treballen a la badia.

### Importància geoestratègica
La badia de Bengala es troba al centre del sud i sud-est asiàtic. Es troba al centre de dos grans blocs econòmics, la SAARC i l'ASEAN. Influeix a la regió sense litoral del sud de la Xina al nord i als principals ports marítims de l'Índia i Bangla Desh. La Xina, l'Índia i Bangla Desh han forjat acords de cooperació naval amb Malàisia, Tailàndia i Indonèsia per augmentar la cooperació per frenar el terrorisme a alta mar.

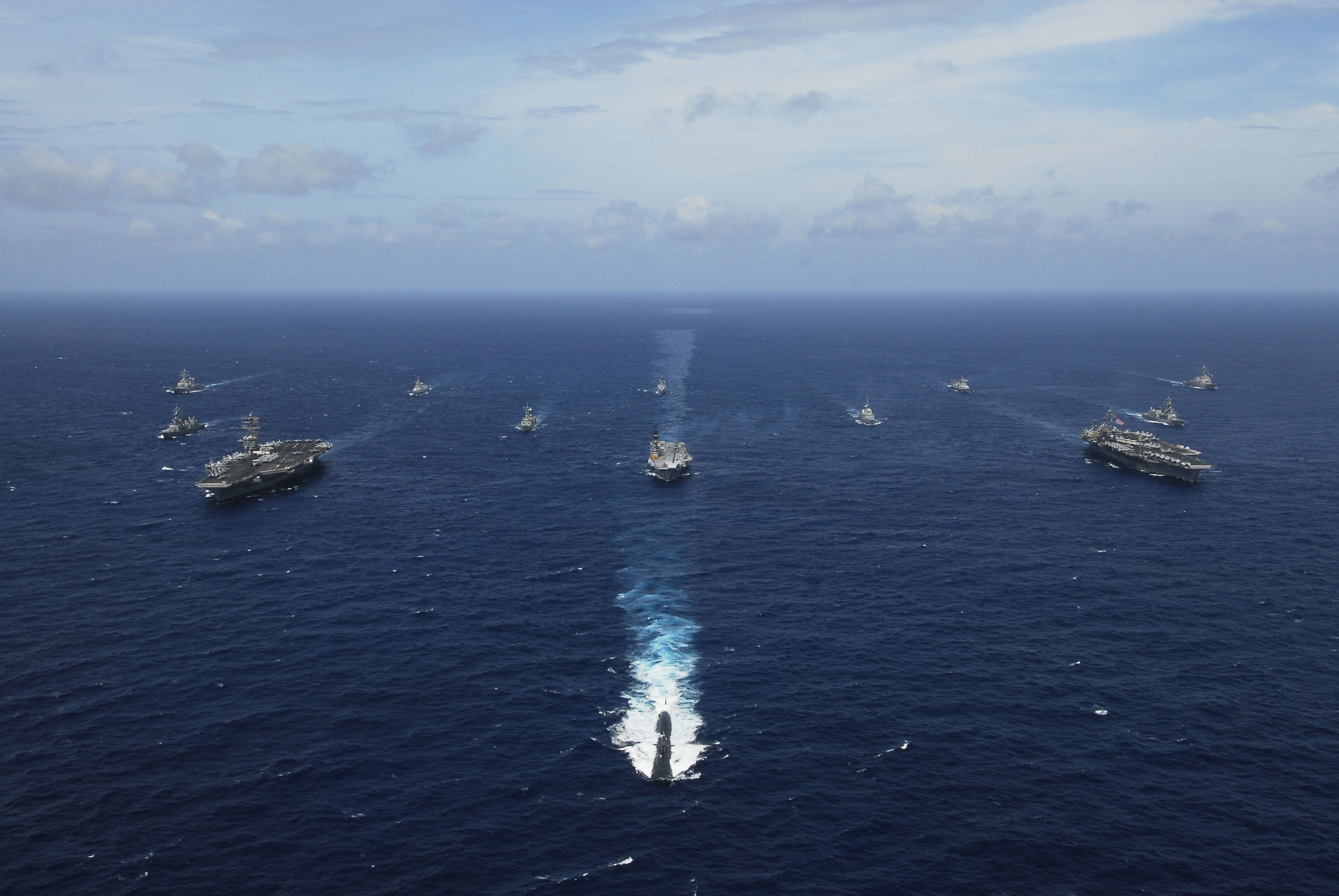
Imatge dels vaixells dels Estats Units participant a l'exercici naval de Malabar 2007. Van participar creuers Aegis de les marines del Japó i Austràlia, i vaixells de suport logístic de Singapur i l'Índia al golf de Bengala.

Les seves illes perifèriques (les illes Andaman i Nicobar) i, el més important, els principals ports com Paradip Calcuta, Chennai, Visakhapatnam, Thoothukudi, Chittagong i Mongla, al llarg de la seva costa amb la badia de Bengala van augmentar la seva importància.
Recentment, la Xina ha fet esforços per projectar influència a la regió a través de lligams amb Myanmar i Bangladesh. Els Estats Units han realitzat importants exercicis amb Bangla Desh, Malàisia, Singapur, Tailàndia i recentment l'Índia. El 2007 es va celebrar el joc de guerra més gran de la badia de Bengala, conegut com a Malabar 2007, i hi van participar vaixells de Guerra dels EUA, Bangla Desh, Tailàndia, Singapur, Japó i Austràlia. L'Índia hi va participar.
Els grans dipòsits de gas natural a les zones dins de la zona marítima de Bangladesh van provocar una greu urgència per part de l'Índia i Myanmar en una disputa territorial. Les disputes sobre els drets d'alguns blocs de petroli i gas han provocat breus disputes diplomàtiques entre Myanmar i l'Índia amb Bangla Desh.
La controvertida frontera marítima entre Bangladesh i Myanmar va provocar tensions militars el 2008 i el 2009. Bangladesh està perseguint un acord amb Myanmar i l'Índia per a la disputa de la frontera a través del Tribunal Internacional del Dret del Mar.

### Importància religiosa
La badia de Bengala, al tram de Swargadwar, la porta d'entrada al cel en sànscrit, a la ciutat índia de Puri, és considerada sagrada pels hindús.

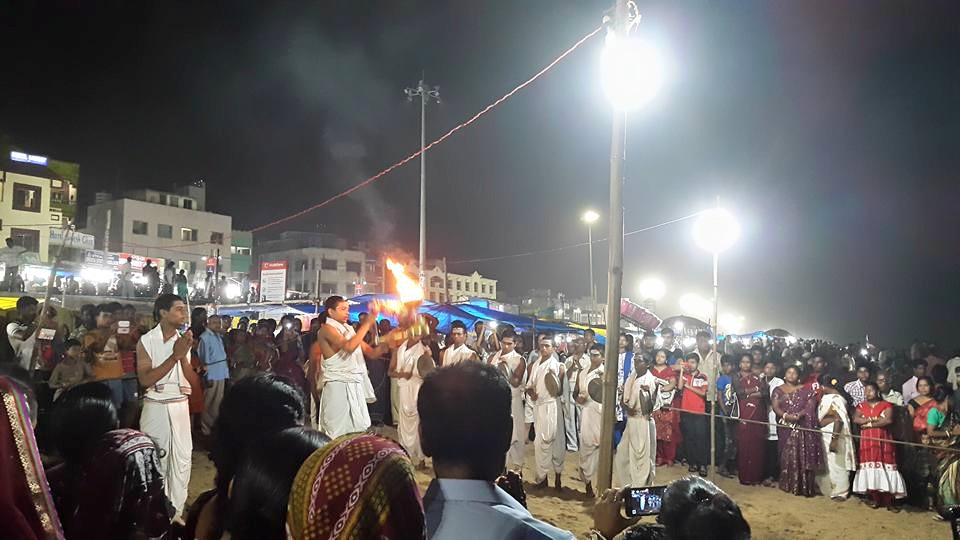
Samudra arati o culte al mar pels deixebles del Govardhan Matha a Puri

El Samudra arati és una tradició diària iniciada per l'actual Shankaracharya de Puri fa 9 anys per honrar el mar sagrat. La pràctica diària inclou l'oració i l'ofrena de foc al mar a Swargadwar a Puri per part dels deixebles del Govardhana matha de Shankaracharya. A Paush Purnima de cada any, el mateix Shankaracharya surt a oferir oracions al mar.

### Platges

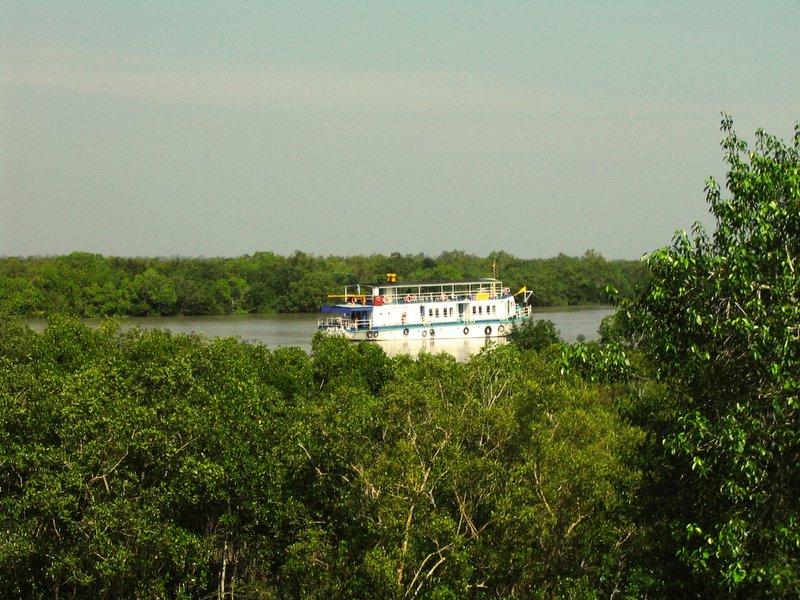
El Sundarbans que voreja la badia de Bengala és el bloc de manglars halòfits de marea més gran del món.

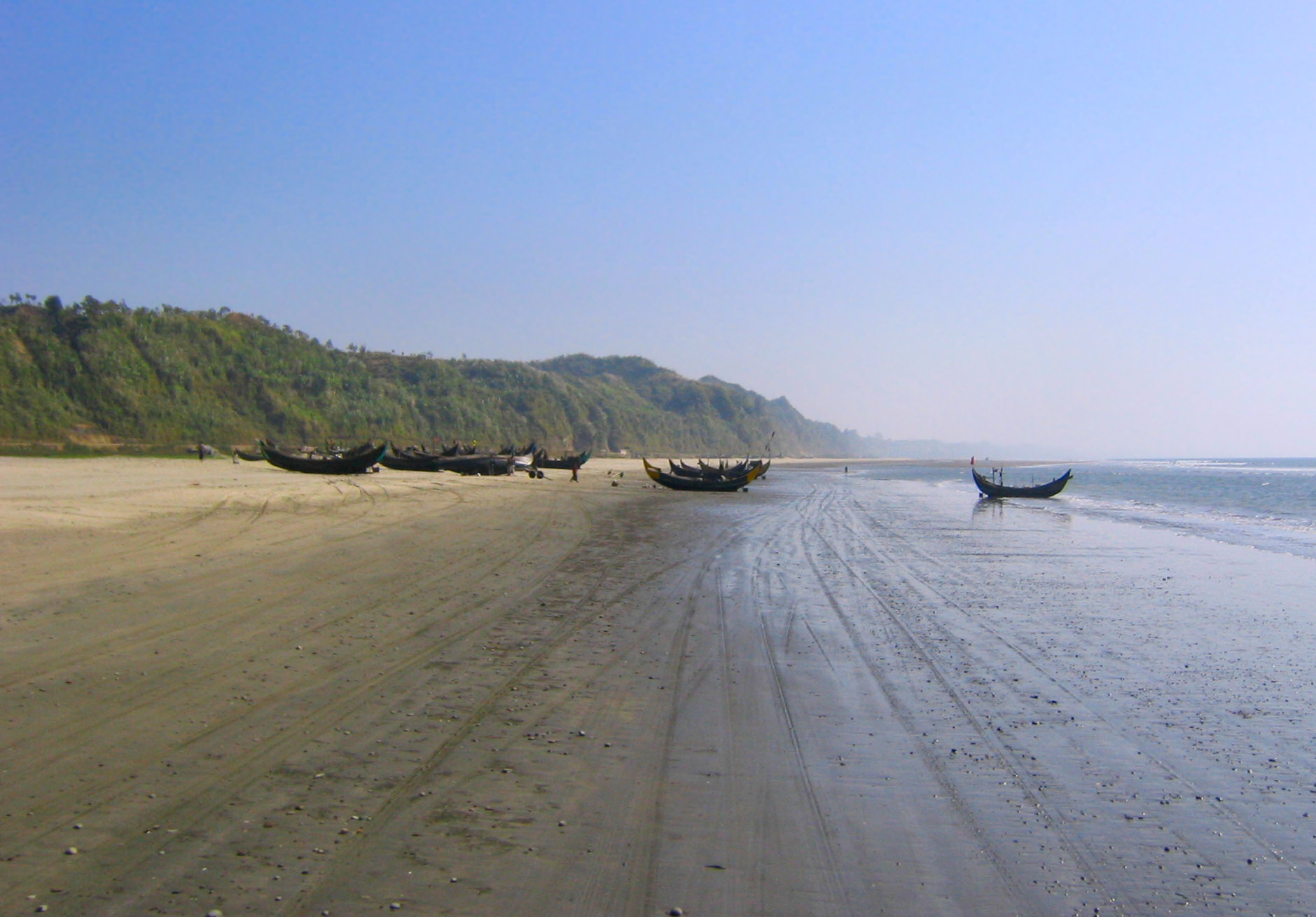
Cox's Bazar, el tram de platja més llarg del món.

## Característiques clau

### Illes

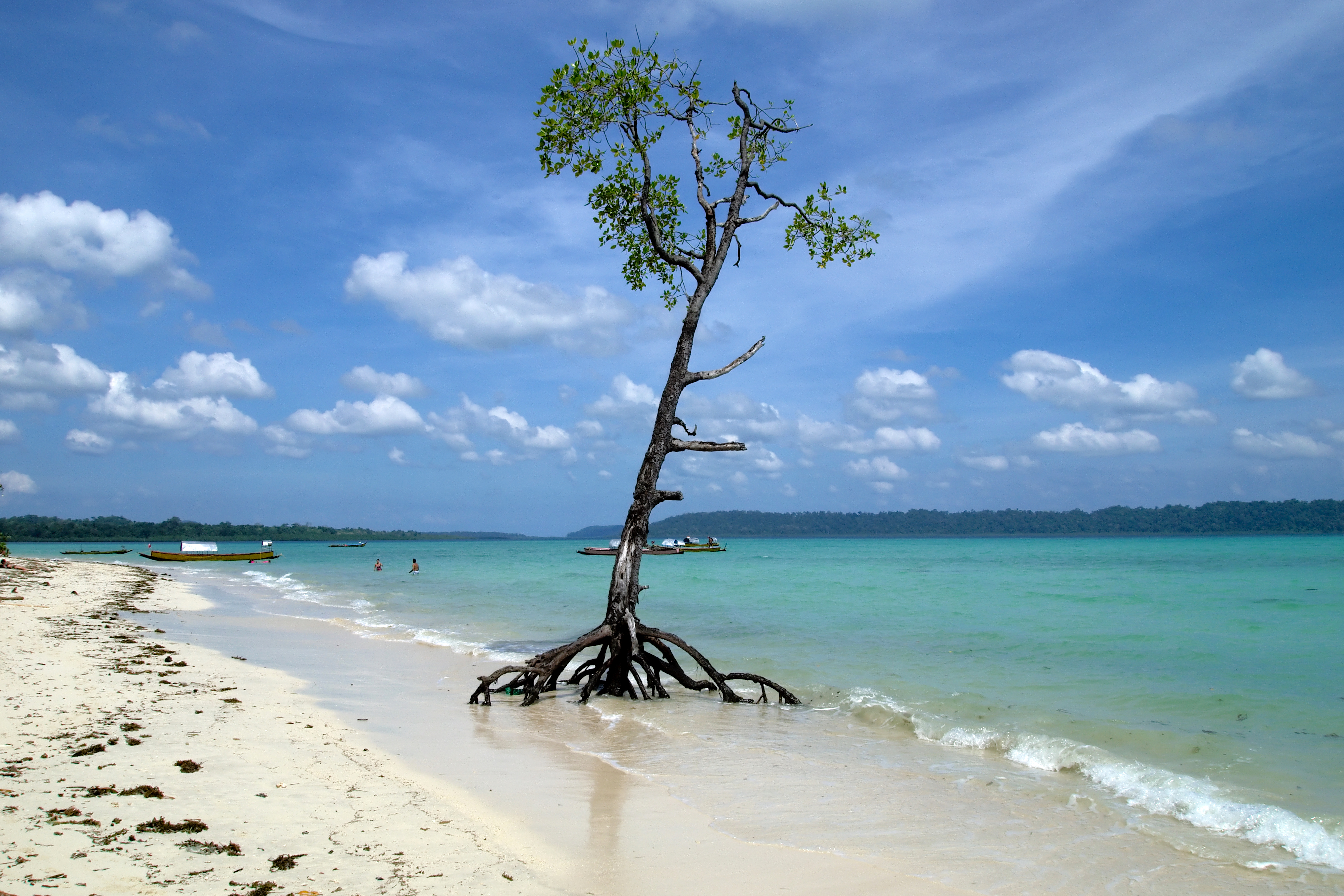
Illa Havelock, Illes Andaman i Nicobar

Les illes de la badia són nombroses, com ara les illes Andaman, les illes Nicobar i l'arxipèlag Mergui de l'Índia i Myanmar. El grup d'illes Cheduba, al nord-est, davant de la costa birmana, és destacable per una cadena de volcans de fang, que de tant en tant són actius.
El Gran Andaman és el principal arxipèlag o grup d'illes de les illes Andaman, mentre que l'arxipèlag de Ritchie està format per illes més petites. Només el 6,5%, de les 572 illes i illots de les illes Andaman i Nicobar estan habitades.

### Rius
Molts rius principals de l'Índia i Bangla Desh flueixen d'oest a est abans de desembocar a la badia de Bengala. El Ganges és el més al nord d'aquests rius. El seu canal principal entra i flueix per Bangladesh, on es coneix com el riu Padma, abans d'unir-se al riu Meghna. Tanmateix, el riu Brahmaputra flueix d'est a oest a Assam abans de girar cap al sud i entrar a Bangla Desh on s'anomena riu Jamuna. Això s'uneix al Padma on el Padma s'uneix al riu Meghna que finalment desemboca a la badia de Bengala. Els Sundarbans són un bosc de manglars a la part sud del delta del Ganges que es troba a l'estat indi de Bengala Occidental i a Bangladesh. El Brahmaputra amb 2.948 km és el 28è riu més llarg del món. És originari del Tibet. El Riu Hugli, un altre canal del Ganges que travessa Calcuta desguassa a la badia de Bengala a Sagar a Bengala Occidental, Índia.
Els rius Ganges-Brahmaputra-Barak en dipositen prop de 1000 milions de tones de sediments cada any. El sediment d'aquests tres rius formen el delta de Bengala i el ventall submarí, una vasta estructura que s'estén des de Bengala fins al sud de l'equador, té una extensió de fins a 16.5 km de gruix i conté almenys 1.130 bilions de tones de sediment, que s'han acumulat durant els darrers 17 milions d'anys a un ritme mitjà de 665 milions de tones anuals. El ventilador ha enterrat carboni orgànic a una velocitat de gairebé 1,1 bilions de mol/any (13,2 milions de t/any) des del període del Miocè primerenc. Actualment, els tres rius aporten gairebé el 8% del total de carboni orgànic (COT) dipositat als oceans del món. A causa de l'elevada acumulació de COT al fons marí profund de la badia de Bengala, la zona és rica en reserves de petroli i gas natural i hidrats de gas. Bangladesh pot recuperar la terra de manera substancial i econòmica de la zona del mar mitjançant la construcció de dics marins, atrapant els sediments dels seus rius.
Més al sud-oest de Bengala, els rius Mahanadi, Godavari, Krishna i Kaveri també flueixen d'oest a est per l'altiplà de Dècan a l'Índia peninsular i desemboquen a la badia de Bengala formant deltes. Molts petits rius també desemboquen directament a la badia de Bengala formant estuaris; el més curt d'ells és el riu Cooum amb 64 km.

El riu Irauadi a Myanmar desemboca al mar d'Andaman de la badia de Bengala.

### Ports marítims

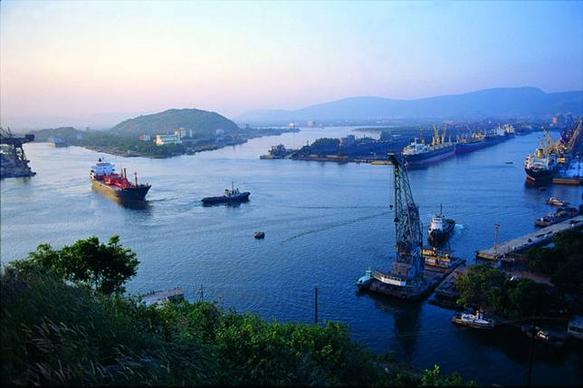
La ciutat de Visakhapatnam a l'Índia és un port important de la badia de Bengala.

Els ports indis de la badia inclouen el port de Paradip, el port de Calcuta, el port d’Haldia, Chennai, Visakhapatnam, Kakinada, Pondicherry, Dhamra, Gopalpur i els ports de Bangla Desh a la badia són Chittagong, Mongla, el port de Payra.

## Problemes transfronterers
Un problema transfronterer es defineix com un problema ambiental en què la causa del problema i/o el seu impacte estan separats per una frontera nacional; o el problema contribueix a un problema ambiental global i trobar solucions regionals es considera un benefici ambiental global. Els vuit països de la badia de Bengala han identificat (2012) tres grans problemes transfronterers (o àrees de preocupació) que afecten la salut de la badia, que poden treballar junts. Amb el suport del Projecte dels grans ecosistemes marins de la badia de Bengala (BOBLME), els vuit països estan desenvolupant (2012) respostes a aquests problemes i les seves causes, per a la seva implementació futura com a Programa d'acció estratègica.

### Degradació ecològica

#### Sobreexplotació pesquera

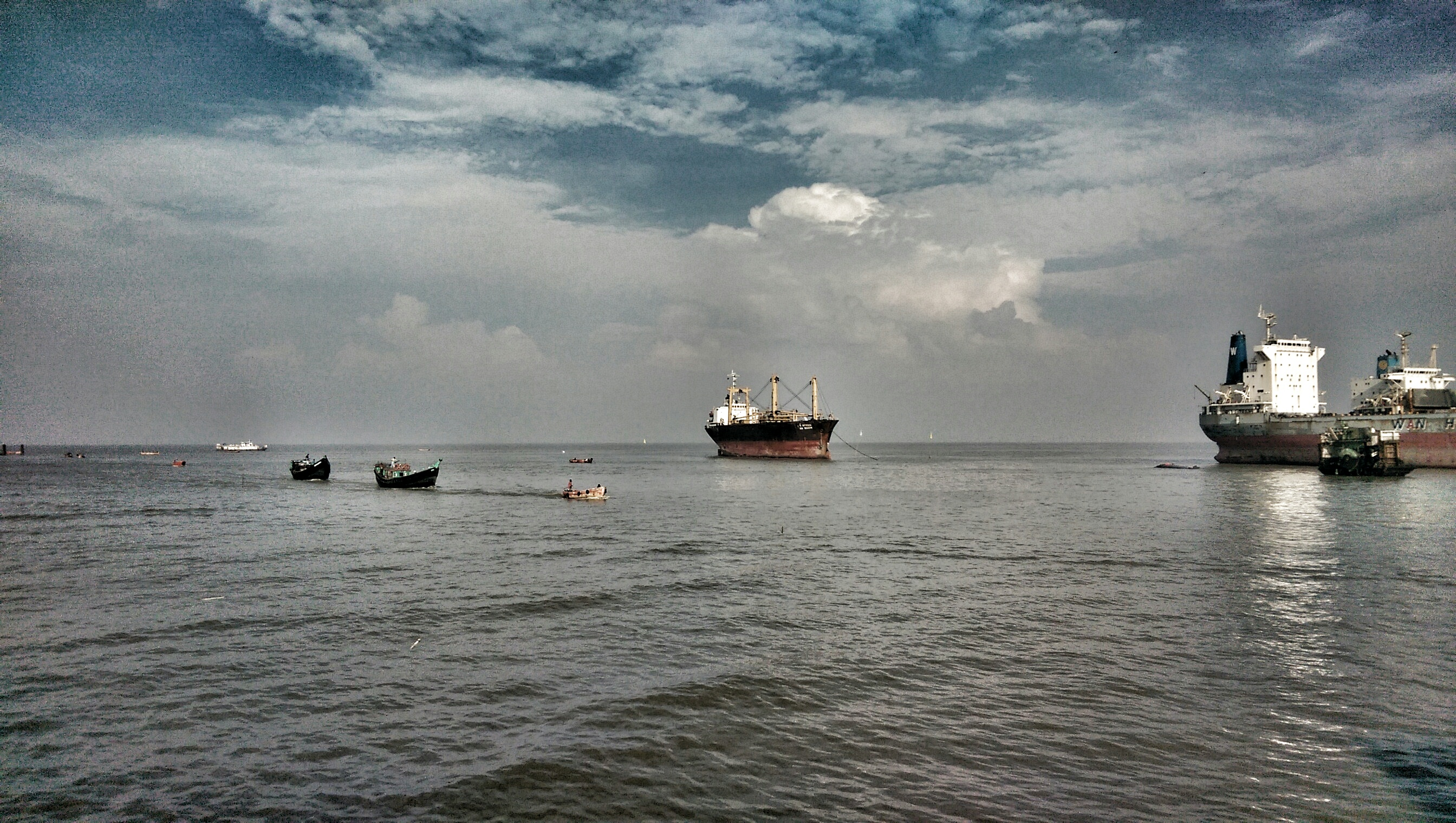
Alguns petits vaixells de pesca estan capturant peix i els venen als mercats costaners locals.

La producció pesquera a la badia de Bengala és de sis milions de tones anuals, més del set per cent de la captura mundial. Els principals problemes transfronterers relacionats amb la pesca compartida són: una disminució de la disponibilitat global dels recursos pesquers; canvis en la composició d'espècies de les captures; l'elevada proporció de juvenils a la captura; i els canvis en la biodiversitat marina, especialment per la pèrdua d'espècies vulnerables i en perill d'extinció. La naturalesa transfronterera d'aquests problemes és: que moltes poblacions de peixos es comparteixen entre països BOBLME a través de la migració transfronterera de peixos o larves. La pesca es superposa a les jurisdiccions nacionals, tant legalment com il·legalment – la sobrecapacitat i la sobrepesca en un lloc obliga a la migració de pescadors i vaixells a altres llocs. Tots els països (en major o menor grau) estan experimentant dificultats per implementar la gestió de la pesca, especialment l’enfocament ecosistèmic de la pesca. Els països de la badia de Bengala contribueixen significativament al problema global de pèrdua d'espècies vulnerables i en perill d'extinció. Les principals causes dels problemes són: l'accés obert als caladors; Èmfasi del govern en augmentar les captures de peix; subvencions governamentals inadequades als pescadors; l'augment de l'esforç pesquer, especialment d’arrossegament i cerquero; alta demanda dels consumidors de peix, incloent llavors i farina de peix per a l'aqüicultura; gestió ineficaç de la pesca; i la pesca il·legal i destructiva.

#### Degradació dels hàbitats marins
Es considera una combinació dels tubs d'escapament de vehicles, fum dels focs de cuina i abocaments industrials. A causa d'aquest núvol, els satèl·lits que intenten rastrejar l'acidificació de l'oceà i altres indicadors de salut de l'oceà a la badia tenen dificultats per obtenir mesures precises.

#### Contaminació i qualitat de l'aigua
Els principals problemes transfronterers relacionats amb la contaminació i la qualitat de l'aigua són: patògens transmesos per les aigües residuals i càrrega orgànica; residus sòlids/escombraries marines; augmentar les aportacions de nutrients; contaminació per petroli; contaminants orgànics persistents (COP) i substàncies tòxiques persistents (PTS); sedimentació; i metalls pesants. La naturalesa transfronterera d'aquestes qüestions són: l'abocament d'aigües residuals no tractades/parcialment tractades és un problema comú. És probable que les aigües residuals i els abocaments orgànics del riu Ganges - Brahmaputra - Meghna siguin transfronterers. Els plàstics i les arts de pesca abandonades es poden transportar a llargues distàncies a través de les fronteres nacionals. Les altes descàrregues de nutrients dels rius podrien intensificar la hipòxia a gran escala. El transport atmosfèric de nutrients és inherentment transfronterer. Les diferències entre països pel que fa a la regulació i l'aplicació de les descàrregues d'enviament poden impulsar els abocaments a través de fronteres. Les boles de quitrà es transporten a llargues distàncies. Els COP/PTS i el mercuri, inclòs l'organomercuri, es transporten a llarg abast. La sedimentació i la major part de la contaminació per metalls pesants tendeixen a ser localitzades i no tenen una forta dimensió transfronterera. Les principals causes dels problemes són: l'augment de la densitat de població costanera i la urbanització; un major consum, amb la qual cosa es generen més residus per persona; fons insuficients destinats a la gestió de residus; migració de la indústria als països BOBLME; i proliferació de petites indústries.

### Tempestes tropicals i ciclons

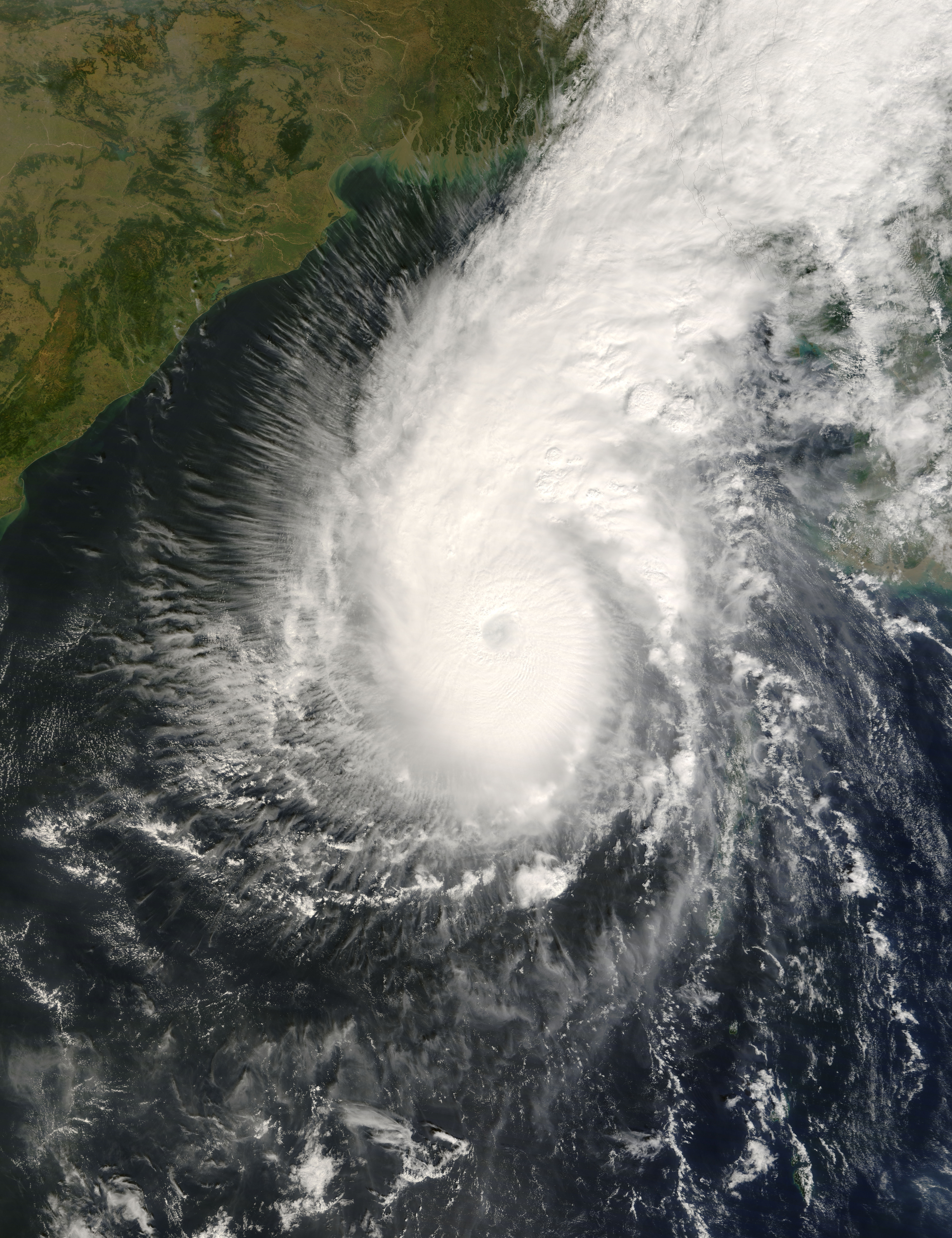
El cicló Sidr en el seu punt àlgid prop de Bangla Desh

Una tempesta tropical amb vents rotatius que bufen a velocitats de 119 km/h s'anomena cicló quan s'originen sobre la badia de Bengala, i s'anomena huracà a l'Atlàntic. Entre 100.000 i 500.000 residents de Bangla Desh van morir a causa del cicló Bhola de 1970.
- 2021, Tempesta ciclònica molt severa Yaas
- 2020, Tempesta ciclònica Nivar molt severa
- 2020, Tempesta súper ciclònica Amphan
- 2019, Tempesta ciclònica molt severa Bulbul
- 2019, Tempesta ciclònica Fani extremadament severa
- 2018, Tempesta ciclònica molt severa Gaja
- 2018, cicló Titli
- 2017, Tempesta ciclònica severa Mora
- 2017, cicló Maarutha
- 2016, Tempesta ciclònica molt severa Vardah
- 2016, cicló Nada
- 2016, cicló Kyant
- 2016, cicló Roanu
- 2015, cicló Komen
- 2014, Tempesta ciclònica molt severa Hudhud
- 2013, Tempesta ciclònica Phailin molt severa
- 2013, cicló Viyaru
- 2012, cicló Nilam
- 2011, Tempesta ciclònica molt severa Thane
- 2010, Tempesta ciclònica molt severa Giri
- 2009, Tempesta ciclònica molt severa Aila
- 2008, Tempesta ciclònica molt severa Nargis
- 2007, Tempesta ciclònica molt severa Sidr
- 2006, Tempesta ciclònica Mala molt severa
- 1999, Odisha Super Cyclonic Storm 05B
- 1996, cicló de Konaseema
- 1991, Tempesta súper ciclònica 02B
- 1989, novembre, Typhoon Gay
- 1985, maig, tempesta tropical 1 (1B)
- 1982, abril, Cyclone One (1B)
- 1982, Tempesta tropical dos de maig (2B)
- 1982, octubre, tempesta tropical tres (3B)
- 1981, desembre, cicló tres (3B)
- 1980, octubre, tempesta tropical 1 (1B)
- 1980, desembre, Tempesta desconeguda quatre (4B)
- 1980, desembre, tempesta tropical cinc (5B)
- 1977, cicló d'Andhra Pradesh (6B)
- 1971, cicló Odisha
- 1970, novembre cicló Bhola
- El cicló de Calcuta de 1864 va provocar una marejada de 40 peus. Baròmetre 28,025 polzades de mercuri. 50.000 morts directes i 30.000 per malalties.[36]
- El cicló de Backergunge de 1876: tempesta amb ones de 10 a 30 o 40 peus. 100.000 morts directes i 100.000 indirectes per malaltia.[36]
- El cicló False Point de 1885: 22 peus d'onatge de tempesta. Baròmetre 27,135 polzades de mercuri.[36]